# Peso pluma
Peso pluma es una categoría competitiva del boxeo y otros deportes de combate, que agrupa a competidores de poco peso. En el boxeo profesional la categoría abarca a los púgiles que pesan más de 55,338 kg (122 lb) y menos de 57,152 kg (126 lb). En el boxeo aficionado (varones mayores), la categoría abarca a los boxeadores que pesan más de 54 kg (119,05 lb) y menos de 57 kg (125,66 lb).
En el boxeo profesional la categoría inmediata anterior es el peso supergallo y la inmediata superior el peso superpluma. En el boxeo aficionado, la categoría inmediata anterior es el peso gallo y, la inmediata superior, el peso ligero.
El peso pluma es una de las ocho categorías tradicionales del boxeo: mosca, gallo, pluma, ligero, wélter, mediano, mediopesado y pesado.
Otros deportes de combate tienen también categorías denominadas «peso pluma», como la lucha y el kick boxing.

## Historia
Originalmente británicos y estadounidenses habían establecido límites diferentes para la categoría. Para los primeros el límite era de 126 lb (57,1 kg), mientras los segundos lo establecían en 114 lb (51,7 kg). Finalmente en 1920 los Estados Unidos unificaron la categoría adoptando las 126 lb británicas.
Algunos historiadores consideran que la primera pelea por el título pluma se realizó en 1860 entre Nobby Clark y Jim Elliott. Sin embargo la categoría recién adquirió aceptación general en 1889 luego del combate entre Ike Weir y Frank Murphy.

## Mujeres y cadetes
En el boxeo profesional no existen diferencias entre varones y mujeres, en lo relativo a los límites entre las categorías, con la aclaración que en las mujeres no existe la categoría de peso superpesado y, por tanto, la categoría máxima es peso pesado.
En el boxeo aficionado sí existen diferencias en los límites de las categorías, entre los varones mayores (sénior y júnior), con respecto a las mujeres y los cadetes (menores de edad). En el caso del boxeo femenino, la categoría pluma es la siguiente:
- Límite inferior: 51 kg.
- Límite superior: 54 kg.

## Campeones mundiales profesionales
| Campeones de peso pluma recientes (varones) | Campeones de peso pluma recientes (varones) | Campeones de peso pluma recientes (varones) | Campeones de peso pluma recientes (varones) | Campeones de peso pluma recientes (varones) | Campeones de peso pluma recientes (varones) |
| Asociación                                  | Desde                                       | Campeón                                     | País                                        | Récord                                      | Defensas                                    |
| ------------------------------------------- | ------------------------------------------- | ------------------------------------------- | ------------------------------------------- | ------------------------------------------- | ------------------------------------------- |
| WBA                                         | 29 de enero de 2017                         | Leo Santa Cruz                              | México                                      | 37-2-1 (19 KO)                              | 3                                           |
| WBC                                         | 9 de julio de 2022                          | Rey Vargas                                  | México                                      | 36-0 (22 KO)                                | 0                                           |
| IBF                                         | 10 de diciembre de 2022                     | Luis Alberto López Vargas                   | México                                      | 27-2-0 (15 KO)                              | 0                                           |
| WBO                                         | 9 de octubre de 2020                        | Emanuel Navarrete                           | México                                      | 36-1 (30 KO)                                | 3                                           |

- Actualizado el 28/10/2022

## Campeonas mundiales
| Campeones de peso pluma recientes (mujeres) | Campeones de peso pluma recientes (mujeres) | Campeones de peso pluma recientes (mujeres) | Campeones de peso pluma recientes (mujeres) | Campeones de peso pluma recientes (mujeres) | Campeones de peso pluma recientes (mujeres) |
| Asociación                                  | Desde                                       | Campeón                                     | País                                        | Récord                                      | Defensas                                    |
| ------------------------------------------- | ------------------------------------------- | ------------------------------------------- | ------------------------------------------- | ------------------------------------------- | ------------------------------------------- |
| AMB                                         | 12 de agosto de 2006                        | Marcela Acuña                               | Argentina                                   |                                             |                                             |
| WBC                                         | 21 de octubre de 2005                       | Sharon Anyos                                | Australia                                   |                                             |                                             |
| WIBA                                        | 22 de enero de 2005                         | Marcela Acuña                               | Argentina                                   |                                             |                                             |
| WBF                                         | 1 de octubre de 2004                        | Sharon Anyos                                | Australia                                   |                                             |                                             |

## Campeones aficionados

### Campeones olímpicos
- Juegos Olímpicos de San Luis 1904:  Oliver Kirk (USA)
- Juegos Olímpicos de Londres 1908:  Richard Gunn (GBR)
- Juegos Olímpicos de Amberes 1920:  Paul Fritsch (FRA)
- Juegos Olímpicos de París 1924:  Jackie Fields (USA)
- Juegos Olímpicos de Ámsterdam 1928:  Bep van Klaveren (NED)
- Juegos Olímpicos de Los Ángeles 1932:  Carmelo Robledo (ARG)
- Juegos Olímpicos de Berlín 1936:  Oscar Casanovas (ARG)
- Juegos Olímpicos de Londres 1948:  Ernesto Formenti (ITA)
- Juegos Olímpicos de Helsinki 1952:  Jan Zachara (TCH)
- Juegos Olímpicos de Melbourne 1956:  Vladimir Safronov (URS)
- Juegos Olímpicos de Roma 1960:  Francesco Musso (ITA)
- Juegos Olímpicos de Tokio 1964:  Stanislav Stepashkin (URS)
- Juegos Olímpicos de México 1968:  Antonio Roldán (MEX)
- Juegos Olímpicos de Múnich 1972:  Boris Kuznetsov (URS)
- Juegos Olímpicos de Montreal 1976:  Ángel Herrera (CUB)
- Juegos Olímpicos de Moscú 1980:  Rudi Fink (GDR)
- Juegos Olímpicos de Los Ángeles 1984:  Meldrick Taylor (USA)
- Juegos Olímpicos de Seúl 1988:  Giovanni Parisi (ITA)
- Juegos Olímpicos de Barcelona 1992:  Andreas Tews (GER)
- Juegos Olímpicos de Atlanta 1996:  Somluck Kamsing (THA)
- Juegos Olímpicos de Sídney 2000:  Bekzat Sattarjanov (KAZ)
- Juegos Olímpicos de Atenas 2004:  Alexei Tichtchenko (RUS)
- Juegos Olímpicos de Pekín 2008:  Vasyl Lomachenko (UKR)

### Juegos Panamericanos (medallas de oro)
- Juegos Panamericanos de 1951:  Francisco Núñez (ARG)
- Juegos Panamericanos de 1955:  Oswaldo Cañete (ARG)
- Juegos Panamericanos de 1959:  Carlos Aro (ARG)
- Juegos Panamericanos de 1963:  Rosemiro Mateus (BRA)
- Juegos Panamericanos de 1967:  Miguel García (ARG)
- Juegos Panamericanos de 1971:  Juan García (MEX)
- Juegos Panamericanos de 1975:  Dave Armstrong (EUA)
- Juegos Panamericanos de 1979:  Bernard Taylor (EUA)
- Juegos Panamericanos de 1983:  Adolfo Horta (CUB)
- Juegos Panamericanos de 1987:  Kelcie Banks (EUA)
- Juegos Panamericanos de 1991:  Arnaldo Mesa (CUB)
- Juegos Panamericanos de 1995:  Arnaldo Mesa (CUB)
- Juegos Panamericanos de 1999:  Yudel Johnson (CUB)
- Juegos Panamericanos de 2003:  Likar Ramos Concha (COL)
- Juegos Panamericanos de 2007:  Idel Torriente (CUB)
- Juegos Panamericanos de 2011:  Lázaro Álvarez (CUB)

## Peso pluma enkick boxing
- La International Kickboxing Federation (IKF) establece que el peso pluma en este deporte, tanto para profesionales como para aficionados, abarca a los luchadores que pesan entre 55,50 kg (122.1 lb) y 57,72 kg (127 lb).